# Eublemma sepulcralis
Eublemma sepulcralis är en fjärilsart som beskrevs av Treitschke 1829. Eublemma sepulcralis ingår i släktet Eublemma och familjen nattflyn. Inga underarter finns listade i Catalogue of Life.